# Cracked.com
Cracked.com — юмористический веб-сайт с более чем 300 млн просмотров страниц в месяц. Сайт был основан в 2005 году Джеком О’Брайеном и в настоящее время принадлежит E. W. Scripps Company. Является преемником журнала «Крэкед», от которого и произошёл.

## История

### Происхождение
Журнал «Крэкед» был запущен в 1958 году. В начале 2005 года владелец «Крэкед» Дик Кульпа продал журнал группе инвесторов, которые объявили о планах возродить печатную версию издания с новой редакционной политикой и дизайном.
В октябре 2005 года Cracked.com запущен как отдельный веб-сайт под редакцией Джека О’Брайена, бывшего продюсера ABC News. Хотя выпуск бумажного журнала был прекращён вскоре после основания сайта, Cracked.com приобрёл популярность и был куплен Demand Media в июне 2007 года, и „Крэкед“ пережил период стремительного роста.
12 апреля 2016 года сайт был куплен компанией «Е. В. Scripps» за 39 миллионов долларов.

### Cracked.com
В 2007 году на «Cracked» приходило несколько сотен тысяч уникальных пользователей в месяц, насчитывалось от 3 до 4 миллионов просмотров страниц. Редакция включает в себя главного редактора Джека О’Брайена, Джейсона Паргина (под псевдонимом Дэвид Вонг), которого наняли в 2006 году в качестве помощника редактора, и Орена Катцеффа, ставшего генеральным директором Cracked.com в ноябре 2007 года после запуска совместного бизнеса Yahoo Media Group. Cracked.com публикует 2-4 статьи в день по 2000—3000 слов в каждой, а также размещает видеоконтент, короткие эссе, и проводит конкурсы. Избранные статьи являются самыми популярными и, как правило, набирают примерно 1 миллион просмотров в первую неделю после публикации. В 2010 году Cracked.com создал своё приложение для iPad. Дизайн приложения выглядит аналогично комнате отдыха «Крэкед», с барными стульями, столом и автоматом с газированной водой.
Сетевой трафик Cracked.com удваивается каждый год, что делает его одним из наиболее успешных проектов Demand Media. В 2010 году «Крэкед» набрал более 1 миллиарда просмотров своих страниц. К 2012 году Cracked.com получал 300 миллионов просмотров страниц в месяц и 7,3 миллиона уникальных пользователей в месяц, что, по словам Demand Media, делает его самым посещаемым юмористическим сайтом в мире. Cracked опередил The Onion, CollegeHumor и Funny or Die. Согласно рейтингу Alexa, Cracked.com располагается 289-м месте по посещаемости в США и на 654-м в мире.
Писатель Дэниел О’Брайен был допрошен ФБР и Секретной службой США после написания статьи под названием «Как похитить дочь президента». В ноябре 2013 года сайт был взломан, после чего рассылал вирусы посетителям через JavaScript.

## Особенности
Сайт «Крэкед» также включает в себя блог, видео, форумы, мастерскую писателя, пять еженедельных конкурсов Image Manipulation, называемых Photoplasty и короткие статьи под названием «Быстрые исправления». «Крэкед» раньше включал ежедневный конкурс «Craptions», где пользователи добавляли подписи к фотографиям; эта функция была реализована на форумах. Сайт публикует авторские колонки Seanbaby, Даниэля О’Брайена, Роберт Броквея, Коди Джонстоан, Сорена Боуи, Крисо Бушольтца, ведущего и автора серии «Ненависти к номерам» Уэйна Глэдстона, Джона Чизи, Кристины Хсу и главного сценариста и художественного руководителя труппы «Это не Мушкеты!» Майкл Свэйма.
Несмотря на то, что «Крэкед» принадлежит Demand Media, он не считается фермой контента. Вместо того, чтобы быть «виртуальной комнатой писателя», где более 2500 любителей пишут статьи, с пользователями лишь установлена обратная связь. Генеральный директор Орен Катзифф говорит: «Ничто не попадает на главную страницу, не пройдя редакторскую проверку»; [авторы] «сообщают о своих идеях редакторам, которые устанавливают с писателями обратную связь, после чего начинание получает зелёный свет». О’Брайен и пять других редакторов отбирают и исправляют лучший материал. Более 90 % из рассказов на главной странице «Крэкед» приходят из комнаты виртуального писателя. «Крэкед» известен своими популярными спискостатьями под такими названиями, как «6 самых безумных людей, когда-либо баллотировавшихся на пост президента» или «7 основных дел, о которых вы и не подозревали, что делаете их неправильно».

### Веб-сериал
Около 30 % содержания «Крэкед» составляет видео. По состоянию на октябрь 2014 года, на Cracked.com содержалось 22 веб-сериала, снятые специально для этого сайта. В 2009 году «Крэкед» представил веб-сериал «Агенты Крэкед», который набрал 20 миллионов просмотров в течение трёх сезонов. В июле 2010 года «Крэкед» запустил «После часов», видеоверсию списков «Крэкед». Сериал включает такие темы, как «Почему Бэтмен опасен для Готэм-сити» и «Почему „Звездные войны“ тайно повергают женщин в ужас». Шоу набрало более 15 миллионов просмотров. Также на сайте представлены шоу «События, которые должны были произойти» и «Опыт Кэти Виллерт».

### Шпаргалки
В 2011 году «Крэкед» совместно с Rotten Tomatoes и MovieClips запустили серию созданных пользователями шпаргалок, помогающих разобраться в известных фильмах. Например, вот описание фильма «Рататуй» «Крыса Реми обожает изысканную еду, и он научился готовить, смотря телевидение таким же образом, как поклонники Джеки Чана смотрят его фильмы, поголовно становясь мастерами кунг-фу. Реми встречает ничего не подозревающего дворника, работающего в парижском ресторане и выясняет, как захватить контроль над его разумом, контролируя каждое движение».

## Книги
Cracked.com выпустил свою первую книгу «Вы, возможно, зомби, и другие плохие новости» в 2010 году, изданную Plume. Книга содержит 20 статей, ранее публиковавшихся на сайте, и 18 новых, написанных специально для книги. Книга оформлена как типичное юмористическое чтиво и содержит главы вроде «Четыре самых крутых президентов за всё время» и «Ужасная правда, следующая за пятым пунктом в твоём списке покупок».
Книга заняла девятую строчку в списке бестселлеров The New York Times в разделе «Советы и прочее»: было продано более 40000 экземпляров. В рамках маркетинговой кампании «Крэкед» призывал поклонников размещать фотографии себя рядом с книгой и подписью в 50 слов.
Crown Publishing Group приобрела права на рукопись О’Брайена «Как побить президента» на сумму свыше 60000 долларов. Книга будет комедийным обзором на вклад американских президентов в историю.
Cracked.com выпустила свою вторую книгу, «Де-учебник: материалы, о которых вы не знаете или думали, что не знали» 29 октября 2013 года.

## Живые выступления
На фестивале South by Southwest 2011 года состоялся Cracked Live, во время которого зрители увидели живые выступления Майкла Свэйма, Сорена Боуи, Даниэля О’Брайена, Кэти Виллерт и Коди Джонстона. В ноябре 2011 года «Кракед» приняли участие в Comikaze Expo. В программе выступлений было показано, как команда «Крэкед» работает над выпуском «После часов», а также комедийные скетчи.

## Признание
Журнал Wired назвал «Cracked» «вызывающим привыкание», «навязчиво смешным» и «ужасающе информативным». Mother Jones писал о Cracked.com как об «одном из самых смешных сайтов в Интернете» и охарактеризовал его содержание как «правильный баланс поп-культуры, похабного юмора и интеллектуализма». За один месяц пользователи «Крэкед» провели более 255 миллионов минут на сайте, что в пять раз больше, чем на сайте Comedy Central и 9 раз больше, чем на Funny or Die.
В 2010 году веб-сериал «Агенты Крэкед» выиграл приз зрительских симпатий на втором ежегодном Streamy Awards. В 2012 году потрескавшийся получил приз зрительских симпатий Webby Award как лучший юмористический сайт.